# هنريك لاتوشا
هنريك لاتوشا (بالبولندية: Henryk Latocha)‏ هو لاعب كرة قدم بولندي في مركز الدفاع، ولد في 8 يونيو 1943 في بيرون في بولندا. شارك مع منتخب بولندا لكرة القدم. أما مع النوادي، فقد لعب مع بياست غليفيتسه وغورنيك زابجه.

## وصلات خارجية
- هنريك لاتوشا على موقع قاعدة بيانات كرة القدم.إي يو (الإنجليزية)
- هنريك لاتوشا على موقع ناشيونال فوتبول تيمز (الإنجليزية)
- هنريك لاتوشا على موقع عالم كرة القدم.نت (الإنجليزية)